# Micani (Charcas)
Micani ist eine Ortschaft im Departamento Potosí im südamerikanischen Andenstaat Bolivien.

## Lage im Nahraum
Micani liegt in der Provinz Charcas und ist der drittgrößte Ort im Cantón Micani im Municipio San Pedro de Buena Vista. Die Ortschaft liegt auf einer Höhe von 2529 m oberhalb des rechten, nördlichen Ufers des Río Micani, wenige Kilometer oberhalb seiner Mündung in den Río San Pedro, einem rechten Nebenfluss des bolivianischen Río Grande.

## Geographie
Micani liegt in der bolivianischen Cordillera Central im Übergangsbereich zum bolivianischen Tiefland.
Das Klima ist wegen der Höhenlage angenehm ausgeglichen, jedoch über weite Teile des Jahres sehr trocken. Die mittlere Durchschnittstemperatur der Region liegt bei etwa 18 °C (siehe Klimadiagramm Torotoro), die Monatsmittel schwanken nur unwesentlich zwischen 14,5 °C im Juli und 20 °C von November bis Januar. Der Jahresniederschlag beträgt etwa 560 mm, bei einer deutlich ausgeprägten Trockenzeit von April bis Oktober mit Monatsniederschlägen unter 25 mm, und einer Feuchtezeit von Dezember bis Februar mit deutlich über 100 mm Monatsniederschlag.

## Verkehrsnetz
Micani liegt in südlicher Richtung 207 Straßenkilometer entfernt von Cochabamba, der Hauptstadt des gleichnamigen Departamento Cochabamba.
Von Cochabamba aus führt in westlicher Richtung die asphaltierte Nationalstraße Ruta 4, die bei Caracollo auf die nord-südlich verlaufende Ruta 1 stößt und in südlicher Richtung nach Potosí führt. In einer Entfernung von 37 Kilometern südwestlich von Cochabamba zweigt bei Parotani eine unbefestigte Landstraße in südöstlicher Richtung ab und erreicht nach 30 Kilometern die Stadt Capinota. Drei Kilometer südlich von Capinota zweigt eine weitere Landstraße nach Süden ab, überquert den Río Arque und führt weiter zu der Ortschaft Apillapampa, überwindet in ihrem weiteren Verlauf Passhöhen von 4000 m und endet nach weiteren 85 Kilometern in San Pedro de Buena Vista. Die Straße folgt dann in südöstlicher Richtung dem Verlauf des Río San Pedro, überquert den Fluss nach 22 Kilometern an der Mündung des Río Micani und erreicht nach weiteren fünf Kilometern die Ortschaft Micani.

## Bevölkerung
Die Einwohnerzahl der Ortschaft ist in dem Jahrzehnt zwischen den beiden letzten Volkszählungen um ein Siebtel angestiegen:
| Jahr | Einwohner         | Quelle       |
| ---- | ----------------- | ------------ |
| 1992 | keine Detaildaten | Volkszählung |
| 2001 | 171               | Volkszählung |
| 2012 | 197               | Volkszählung |
| 2024 |                   | Volkszählung |